# Каллироя (дочь Ахелоя)
Каллироя — персонаж греческой мифологии из аргосского цикла, дочь Ахелоя и жена Алкмеона. Стала невольной причиной гибели мужа, поскольку захотела получить ожерелье Гармонии.

## В мифологии
Античные авторы называют Каллирою дочерью речного бога Ахелоя. Она стала женой аргосского героя Алкмеона, которого её отец очистил от скверны после матереубийства. Супруги поселились на незадолго до того образовавшемся острове в русле реки Ахелой (только там Алкмеон смог обрести спокойствие). Однако позже Каллироя захотела получить драгоценное Ожерелье Гармонии и пеплос, которые принадлежали её предшественнице Алфесибее; она заявила мужу, «что не будет с ним жить, если не получит этих подарков». Алкмеон выманил ожерелье и пеплос хитростью у своего бывшего тестя Фегея (царя Псофиды), а на пути домой был убит его сыновьями. Тогда Каллироя взмолилась к Зевсу, чтобы её сыновья, Акарнан и Амфотер, быстрее стали взрослыми и смогли отомстить. Зевс выполнил эту просьбу: мальчики стали взрослыми за одну ночь и покарали убийц отца.
Еврипид сделал историю Каллирои основой сюжета своей трагедии «Алкмеон в Псофиде», поставленной предположительно в 438 году до н. э. (её текст был впоследствии утрачен). В V—IV веках до н. э. изображение Каллирои появлялось на монетах.